# Nostalgie
Nostalgie bezeichnet eine sehnsuchtsvolle Hinwendung zu vergangenen Gegenständen oder Praktiken. Die Nostalgie kann sich sowohl auf das eigene Leben beziehen als auch auf nicht selbst erlebte Zeiten (so genannte kollektive Nostalgie). Das Wort leitet sich ab von lateinisch nostalgia („Heimweh“), das sich selbst auf die griechischen Wörter νόστος nóstos („Rückkehr, Heimkehr“) und ἄλγος álgos („Schmerz“) zurückführen lässt.

## Ursprünge und Bedeutung
Erstmals taucht der Begriff im medizinischen Zusammenhang auf. Mit Nostalgie wurde ein krank machendes Heimweh bezeichnet, das besonders Schweizer Söldner in der Fremde befiel. Wortschöpfer war der Doktorand Johannes Hofer (1669–1752). In seiner Dissertatio medica de Nostalgia, oder Heimwehe (Basel 1688) wurde dieses Phänomen erstmals ausführlich dargestellt. Erst später hat Nostalgie die heutige nicht-medizinische Bedeutung erhalten.
Heute versteht man unter Nostalgie im Deutschen eine wehmütige Hinwendung zu vergangenen Zeiten, die in der Erinnerung oftmals stark idealisiert und verklärt reflektiert werden. Dabei kann es sich sowohl um geschichtliche Epochen als auch um biographische zeitliche Gegebenheiten handeln. Nostalgie äußert sich beispielsweise in einem Hinterhertrauern der „guten alten Zeit“, in der angeblich alles viel schöner und besser war als in der Gegenwart. Beispiele hierfür sind die Verklärung des goldenen Zeitalters, der Antike, des Mittelalters (z. B. in der Romantik) oder der Kaiserzeit. Die Liebhaber der Nostalgie nennt man Nostalgiker. Sie gibt es auf vielerlei Gebieten: in der Kunst, in der Musik, in der Technik oder in der Politik. Nostalgikern wird oft Gegenwartsflucht vorgeworfen.

## Mögliche Ursachen
Kein Mensch nimmt ungefiltert alle Sinneseindrücke wahr, die auf ihn einwirken. Jeder filtert das Gesehene und Gehörte unwillkürlich in wichtige und unwichtige Dinge (Erinnerung). Da der Mensch seine Erinnerungen während seines Lebens ständig umschichtet und umdeutet, gewinnen manche Erinnerungen eine höhere Bedeutung als andere. Besonders schöne und angenehme Ereignisse scheinen sich dabei dauerhafter einzuprägen als traurige oder langweilige. Dies ließe sich damit erklären, dass Menschen in der Umformung ihrer Erinnerungen ständig darum bemüht sind, eine möglichst erfolgreiche und glückliche Biografie zu generieren. Kaum jemand würde im hohen Alter vorgeben, ein sinnloses Leben voller Misserfolge und Peinlichkeiten geführt zu haben. Traurige Ereignisse können allerdings aufgrund der Intensität ebenfalls dauerhaft, vielleicht sogar dauerhafter sein als Ereignisse, die man als schön beziehungsweise angenehm empfand, da es von großer Bedeutung ist, ob ein solches prägte und lebenswandelnd beziehungsweise ob es einschneidend war.
Nostalgie kann als eine Art Korrektiv angesehen werden. Sie kann bei Menschen entstehen, die sich in einem seelischen oder körperlichen Ungleichgewicht befinden. Dabei stellt die Nostalgie möglicherweise eine Art Balance wieder her, aus der Kraft geschöpft werden kann, oder sie bietet in schwer zu verarbeitenden Momenten einen emotionalen Ausweg aus der Situation. Nostalgie kann somit als therapeutisches Mittel verstanden werden, das eine depressive Stimmung aufzuhellen vermag. Die psychologische Forschung zur Nostalgie bezieht sich allerdings meist auf bei den Studien absichtlich herbeigeführte nostalgische Momente. Nostalgie als Charakterzug hingegen hat eventuell eher gegenteilige Effekte.
Die Werbebranche versucht durch gezielte Maßnahmen, beispielsweise den Retrolook, den Hang zur Nostalgie zu nutzen.

## Besonderes
Eine besondere Form der Nostalgie ist die Ostalgie, die Hinwendung zu bestimmten Aspekten des Lebens in der DDR. Das Kofferwort aus Osten und Nostalgie wurde angeblich 1995 von dem Dresdner Kabarettisten Uwe Steimle geprägt. Viele Menschen, die sich retrospektiv mit dem Leben in der DDR beschäftigen, wehren sich jedoch dagegen, Ostalgiker zu sein und das Leben in der DDR verherrlichen zu wollen.
Ähnliche gesellschaftliche Phänomene gibt es auch im ehemaligen Jugoslawien, wo man von der sogenannten Jugonostalgija spricht (Jugo-Nostalgie), oder in der ehemaligen Sowjetunion.
Der Asteroid des äußeren Hauptgürtels (3162) Nostalgia ist nach der Nostalgie benannt.

## Nostalgie in den postdiktiven Wissenschaften
Auf dem Gebiet einiger Naturwissenschaften können nostalgische Merkmale gezeigt werden. Im Gegensatz zu prädiktiven Wissenschaften wie Chemie oder Molekularbiologie haben postdiktive Wissenschaften (Quartär Paläontologie, Urgeschichte usw.) einen Bestandteil der Nostalgie für die ferne Vergangenheit.